# Montafon (Schiff)
Das Motorschiff Montafon ist ein kleines Passagierschiff auf dem Bodensee, benannt nach dem Vorarlberger Tal Montafon.

## Geschichte
Das Schiff wurde 1957 auf der Schiffswerft Korneuburg gebaut und als Kriemhild auf der Donau eingesetzt. Die ÖBB kaufte das Schiff 1975 als Ersatz für die kleinere und veraltete Montafon, welche danach ausgemustert und 1978 verschrottet wurde.
Die Kriemhild wurde umfangreich modernisiert und am 24. April 1976 in Dienst gestellt. Den Namen übernahm sie von ihrem ausgemusterten Vorgängerschiff. Nach zehn Einsatzjahren wurde das Schiff in einer verlängerten Winterpause 1986/87 grundlegend umgebaut, dabei wurde der Rumpf um 5,50 m verlängert und die Passagierzahl um 47 auf 160 Personen erhöht. Mit neuer Motorisierung stieg die Leistung von 2 × 110 kW (2 × 150 PS) auf 2 × 171 kW (2 × 232 PS), die Höchstgeschwindigkeit konnte dadurch von 24 km/h auf 25,9 km/h gesteigert werden.
2004 wurde der Steuerbordmotor durch einen Brand im Maschinenraum zerstört. 2006 ging das Schiff von den ÖBB an die Vorarlberg Lines-Bodenseeschifffahrt über, ab 2012 wurde es von den Bodensee-Schiffsbetrieben im Charterverkehr vom neuen Heimathafen Uhldingen aus eingesetzt. Bei der Internationalen Bodenseewoche 2012 diente es als offizielles Regattabegleitschiff.